# Cocoșul maiolica din Vasîlkiv
Cocoșul maiolica din Vasîlkiv sau cocoșul din Borodeanka este un ulcior confecționat din ceramică maiolica⁠(d), produs în serie de compania privată „Vasîlkivska maiolica⁠(d)” din Vasîlkiv, regiunea Kiev. Autorii designului sunt soții Valeri⁠(d) și Nadia⁠(d) Protoriev.
Un exemplar de astfel de vas a fost descoperit în ruinele unei din casele distruse de bombardamentul rusesc de la Borodeanka din martie 2022. El a fost găsit pe un dulap de bucătărie, fiind unul din puținele obiecte rămase neatinse în apartamentul distrus. Astfel, vasul a devenit un simbol al rezistenței în timpul invaziei ruse a Ucrainei.

## Istorie

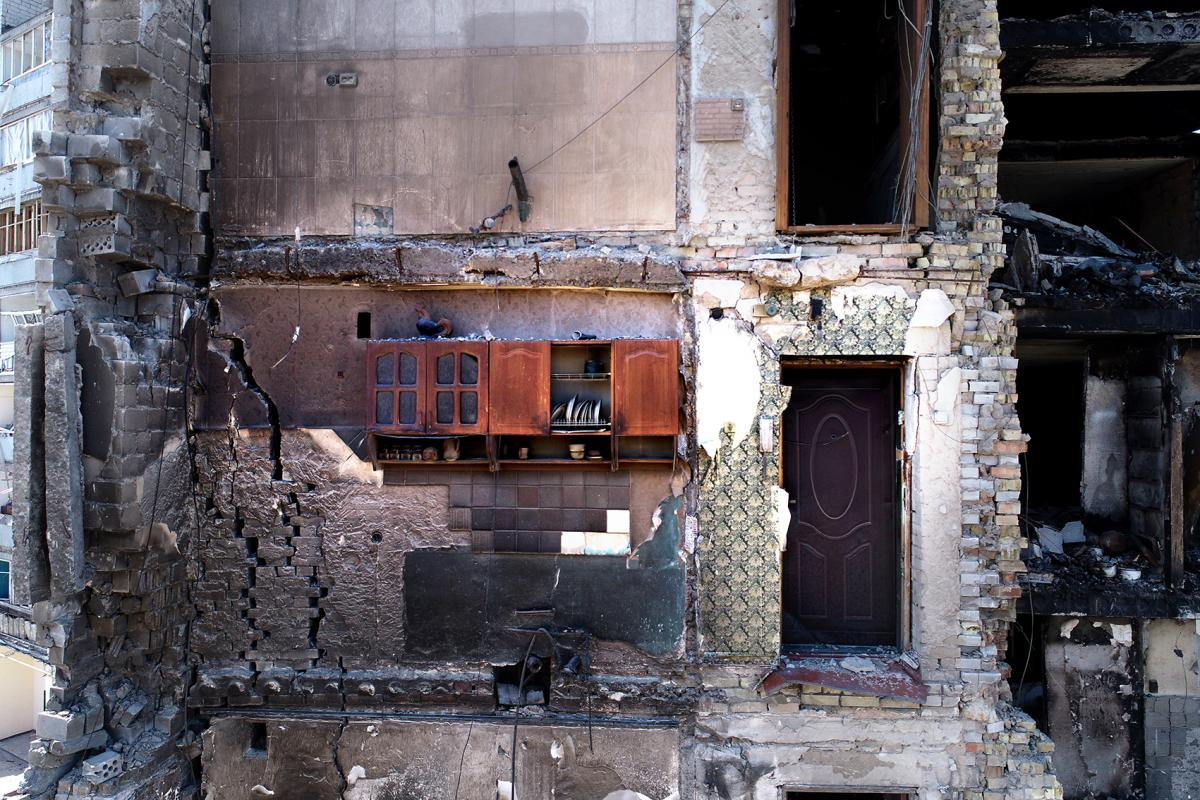
Cocoșul pe dulap

Vase de maiolica⁠(d) reprezentând cocoși au fost produs la fabrica „Vasîlkivska maiolica⁠(d)” de la începutul anilor 1960 până în anii 1980.
Fotografia unui dulap de bucătărie fixat pe peretele unei clădiri de apartamente distruse din Borodeanka s-a răspândit rapid prin mass-media și rețelele de socializare, datorită unei fotografii executate de Ielizaveta Servatinska⁠(d). Consiliera orășenească din Kiev Viktoria Burdukova, comentând fotografia, a atras atenția asupra cocoșului.
Cocoșul și dulapul au fost demontate și expuse la Muzeul Revoluției Demnității⁠(d), fondat în 2015 la Kiev pentru a comemora Euromaidanul. Un cocoș similar a fost găsit într-o casă bombardată din satul Moșciun.

## Autori
Lucrarea a fost atribuită inițial în mod eronat ceramistului ucrainean Prokip Bidasiuk⁠(d). Serhi Denîsenko, care a fost artist-șef al fabricii de maiolica din Vasîlkiv din ultimii ani de activitate ai acesteia, consideră că autorii cocoșului sunt Valeri Protoriev⁠(d) și soția sa Nadia Protoriev⁠(d).

## Simbolism
Dulapul de bucătărie și cocoșul au devenit un simbol al rezistenței Ucrainei în fața invaziei, fiind sursa expresiei-meme „Fii puternic ca acest dulap de bucătărie”.
Imaginea cocoșului a apărut în lucrări ale ilustratorilor Oleksandr Grehov, Dima Kovalenko, Kit Injîr⁠(d), care sunt căutate activ pe site-urile de anunțuri. De asemenea, a devenit o temă populară în desenele de pe ouăle de Paști, precum lucrările designerului lituanian Laimės Kūdikis. Primul monument dedicat cocoșului a apărut la Berezne, regiunea Rivne.
În timpul vizitei de la 9 aprilie 2022 a prim-ministrului Regatului Unit Boris Johnson la Kiev, el și Volodîmîr Zelenskîi au primit cadou replici ale cocoșului.

## Galerie de imagini

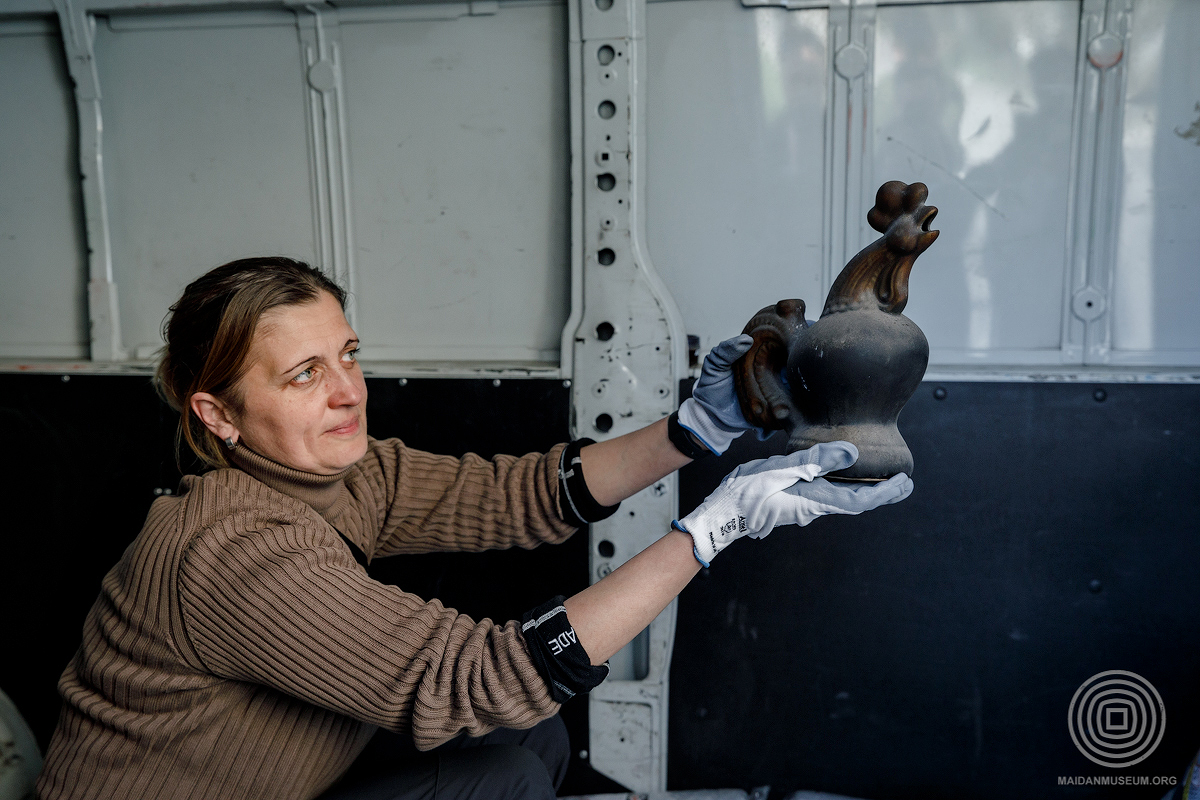
Transferarea vasului la muzeu
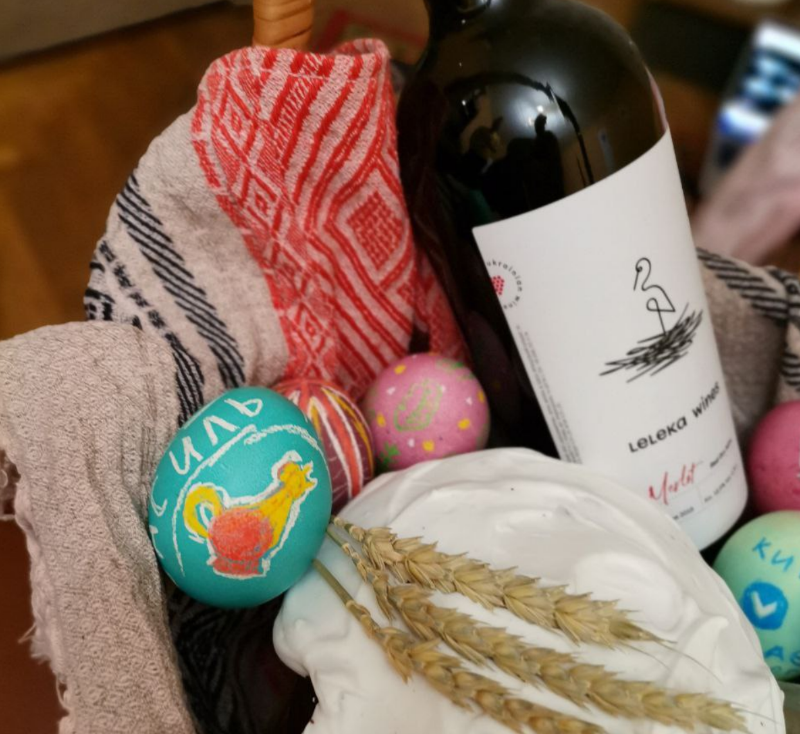
Ouă de Paști cu un cocoș desenat
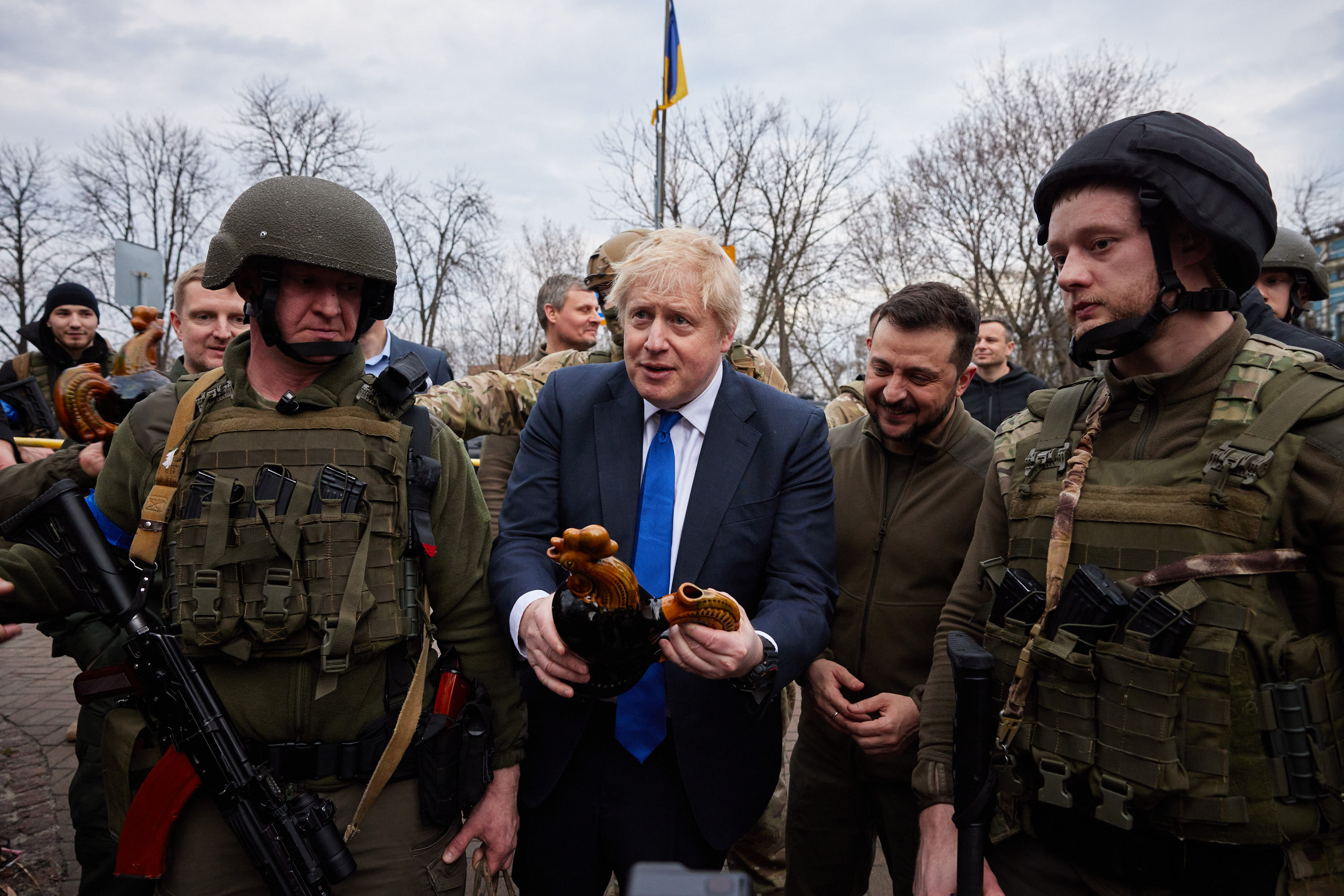
Boris Johnson cu un cocoș maiolica din Vasîlkiv